# هنري هوارد (سياسي)
هنري هوارد (بالإنجليزية: Henry Howard)‏ هو سياسي أمريكي، ولد في 15 سبتمبر 1801 بهينسديل في الولايات المتحدة، وتوفي في 15 يوليو 1878 في نفس البلد. حزبياً، نشط في الحزب الجمهوري والحزب الديمقراطي.